# Eotetranychus maai
Eotetranychus maai är en spindeldjursart som beskrevs av Tseng 1975. Eotetranychus maai ingår i släktet Eotetranychus och familjen Tetranychidae. Inga underarter finns listade i Catalogue of Life.